# 阿羅馬鎮區 (伊利諾伊州坎卡基縣)
阿羅馬鎮區（英語：Aroma Township）是位於美國伊利諾伊州坎卡基縣的一個行政鎮區。

## 地方資料
根據2010年美國人口普查的數據，阿羅馬鎮區的面積為98.40平方千米，當中陸地面積為96.00平方千米，而水域面積為2.40平方千米。當地共有人口4978人，而人口密度為每平方千米50.59人。